# Ragnar Rylander
Ragnar Rylander (* 12. September 1935; † 13. April 2016) war ein schwedischer Forscher und Dozent an der Universität Genf, der langjährig bei der Weltgesundheitsorganisation arbeitete.
Weltweites Aufsehen erlangte Rylander durch einen Forschungsskandal, für den er über Jahre von Philip Morris International bezahlt worden war. Als Professor der Universität Genf veröffentlichte er wissenschaftliche Studienergebnisse, die angeblich belegten, dass Passivrauchen nicht schädlich sei, gleichwohl er selbst wusste, dass dies nicht stimmt – wie interne Unterlagen und persönliche Stellungnahmen später zeigten. Die Finanzierung des Wissenschaftlers war dabei für Philip Morris „top secret“, um den Anschein der Unabhängigkeit zu wahren und damit die Glaubwürdigkeit des gekauften Wissenschaftlers so hoch wie möglich erscheinen zu lassen. Diese Strategie führte dazu, dass Gesetze zum Schutze von Passivrauchern jahrzehntelang verzögert wurden.

## Bibliographie
- Ragnar Rylander, Robert R. Jacobs. Organic Dusts Exposure, Effects and Prevention. Lewis 1994. ISBN 0-87371-699-X
- Sophie Malka und Marco Gregori, Vernebelung: Wie die Tabakindustrie die Wissenschaft kauft, Orell Füssli, 2008 (ISBN 9783280052846).